# One Tree Hill (canção)
"One Tree Hill" é uma canção da banda de rock U2 e a nona faixa no álbum The Joshua Tree. Em Março de 1988, ela foi lançada como quarto single do álbum na Nova Zelândia e Austrália, enquanto "In God's Country" foi lançada como o quarto single na América do Norte.
O título da canção "One Tree Hill" se refere a um monte vulcânico da cidade de Auckland, na Nova Zelândia. A última árvore deste monte foi cortada em 2000. O texto da música tem várias interpretações e faz tributo a varias pessoas: a memória de um amigo da neozelandês de Bono, Greg Carrol que faleceu em um acidente de moto em Dublin em 1986 e também em memória do cantor chileno Víctor Jara.
O nome do seriado One Tree Hill (em português: Lances da Vida) foi baseado na canção do U2, "One Tree Hill", escutando o álbum de estúdio The Joshua Tree enquanto o criador da série Mark Schwahn escrevia a ideia do seriado.

## Faixas
| N.º | Título                   | Duração |  |
| 1.  | "One Tree Hill"          | 5:23    |  |
| 2.  | "Running to Stand Still" | 4:32    |  |
| 3.  | "Bullet the Blue Sky"    | 4:20    |  |

## Paradas musicais
| Paradas (1988)        | Melhor posição |
| --------------------- | -------------- |
| Nova Zelândia (RIANZ) | 1              |